# Annabelle 2 : La Création du mal
Série l'univers cinématographique Conjuring
Wolves at the Door
(2017) La Nonne
(2018)
Série Annabelle
Annabelle
(2014) La Maison du mal
(2019)
Pour plus de détails, voir Fiche technique et Distribution.
Annabelle 2 : La Création du mal (Annabelle: Creation) est un film d'horreur américain réalisé par David F. Sandberg, sorti en 2017. Il s'agit du 5e film de l'univers cinématographique Conjuring et du 2e de la série Annabelle dont il est prequel.
Il complexifie les origines de la poupée éponyme du film Annabelle réalisé par John R. Leonetti et sorti en 2014.

## Synopsis
En 1946, le fabricant de poupées Samuel Mullins et sa femme Esther pleurent la perte de leur fille de sept ans, Annabelle, qui a été tuée dans un accident de voiture.
Douze ans plus tard, en 1958, les Mullins ouvrent leur maison pour héberger Sœur Charlotte et six filles sans abri à la suite de la fermeture de leur orphelinat. Bien qu'on lui ait dit de ne pas entrer dans la chambre fermée à clé d'Annabelle, Janice, une jeune orpheline handicapée par la polio, se faufile dans la chambre, qui s'est mystérieusement déverrouillée. Elle trouve une clé du placard, où elle voit une étrange poupée en porcelaine. Cela libère involontairement un démon puissant, qui commence à terroriser les filles, montrant un intérêt particulier pour Janice. Janice trouve une photo d'Annabelle et de sa poupée, après avoir entendu madame Mullins parler de sa défunte fille à sœur Charlotte, et découvre que les yeux de la petite fille brillent dans le noir.
La deuxième nuit, Janice entend un tourne disque dans la chambre interdite et se rend à l'intérieur pour l'éteindre. Elle est surprise par Linda, une autre orpheline, qui lui demande de revenir dans la chambre après avoir aperçu la poupée sur le lit. Alors que Linda sort de la chambre, le démon recommence à tourmenter Janice, révélant sa vraie forme et déclarant qu'il veut son âme. Janice est grièvement blessée lorsqu'elle est jetée du palier du deuxième étage jusqu'au premier. Janice, alors confinée dans un fauteuil roulant, parle du démon à Sœur Charlotte, mais celle-ci ne la croit pas.
La nuit suivante, c'est Linda qui est tourmentée par le démon. Le lendemain matin, Janice se fait entraîner dans la grange, où elle se fera posséder par le démon. Linda, étant la meilleure amie de Janice, remarque tout de suite des changements de comportement et avoue à Samuel que Janice s'est glissée dans la chambre interdite et a trouvé la poupée deux nuits plus tôt, ce qui le fait paniquer. Peu après la révélation de Linda, Janice, qui peut maintenant marcher, se transforme en démon et tue brutalement Samuel.
Le soir venu, Linda trouve la poupée et la jette dans le puits. Un bruit étrange sort du puits et Linda y est presque entraînée, mais Sœur Charlotte parvient à la sauver. Alarmée, Sœur Charlotte parle avec Esther, défigurée et confinée dans sa chambre à coucher. Esther explique qu'après la mort d'Annabelle, ils ont prié pour pouvoir exaucer leur souhait de revoir leur fille. Une entité inconnue a répondu à leur prière et leur a fait voir Annabelle à nouveau, avant de les convaincre de transférer son essence dans l'une des poupées en porcelaine fabriquées par Samuel. Très vite, le couple s'est rendu compte qu'ils avaient attiré un démon à la recherche d'un hôte humain. Un soir, Esther a vu l'esprit d'Annabelle, avec la poupée en porcelaine, se transformer en démon qui lui a arraché l'œil gauche. Avec l'aide de prêtres pour bénir la chambre et la maison, ils ont emmené la poupée dans le placard de la chambre d'Annabelle. Esther révèle alors qu'elle et Samuel ont ouvert leur maison comme un refuge pour les orphelins pour se repentir de leurs actes, mais cela a donné au démon l'occasion de chercher un nouvel hôte.
Alors que Sœur Charlotte tente de retrouver Janice, les autres filles aînées découvrent que le démon a crucifié Esther et l'a coupée en deux, ce qui cause la panique générale. Ces dernières se font ensuite poursuivre par le démon en tentant de s'échapper, l'une d'entre elles se retrouvant temporairement piégée dans la grange avec le démon sous sa vraie forme. De son côté, Linda est piégée dans la maison et tente d'échapper à Janice. Elle finit par se cacher dans la chambre d'Annabelle. Au moment où Janice la trouve et tente de la poignarder, Sœur Charlotte réussit à enfermer Janice et la poupée à l'intérieur du placard béni, avant de s'échapper avec les autres orphelines. Le lendemain, la police arrive pour fouiller la maison et ses environs et ne trouve que la poupée dans le placard de la chambre à coucher, qu'elle enlève comme preuve. Janice s'est échappée par un trou dans le mur du placard et s'est installée dans un orphelinat de Santa Monica. Toujours possédée, elle devient solitaire et se fait appeler Annabelle. La famille Higgins adopte bientôt Annabelle.
Douze ans plus tard, en 1970, à Santa Monica, Annabelle se joint à un culte satanique et, avec son petit ami, assassine ses parents adoptifs dans leur chambre à coucher, ce qui attire l'attention de leurs voisins, les Form, mettant en place les événements du premier film.

## Fiche technique
Sauf indication contraire, les informations mentionnées dans cette section peuvent être confirmées par les bases de données cinématographiques IMDb et Allociné,  présentes dans la section « Liens externes ».
- Titre original : Annabelle: Creation
- Titre français et québécois : Annabelle 2 : La Création du mal[1]
- Réalisation : David F. Sandberg
- Scénario : Gary Dauberman, d'après les personnages créés par Gary Dauberman
- Musique : Benjamin Wallfisch[2]
  - Orchestration : David J. Krystal
  - Montage musical : Nate Underkuffler
- Direction artistique : Jason Garner
- Décors : Jennifer Spence
- Costumes : Leah Butler
- Maquillage : Liz Mendoza et Eleanor Sabaduquia
- Coiffure : Traci E. Smithe
- Photographie : Maxime Alexandre
- Son : Bill R. Dean, Craig Mann, Laura Wiest
- Montage : Michel Aller
- Production : Peter Safran et James Wan
  - Production déléguée : Richard Brener, Toby Emmerich[3], Walter Hamada, Dave Neustadter et Hans Ritter
  - Coproduction : Michael Clear
- Sociétés de production : Atomic Monster et The Safran Company (en), en association avec RatPac-Dune Entertainment, présenté par New Line Cinema
- Société de distribution : Warner Bros.
- Budget : 15 millions de $[4],[5]
- Pays de production :  États-Unis
- Langues originales : anglais, espagnol
- Format : couleur - 35 mm - 2,39:1 (CinemaScope) - son Dolby Digital
- Genre : épouvante-horreur, thriller, mystère
- Durée : 109 minutes[6]
- Dates de sortie[7] :
  - États-Unis : 19 juin 2017 (Festival du film de Los Angeles) ; 11 août 2017 (sortie nationale)
  - France, Belgique, Suisse romande : 9 août 2017[8],[9],[10]
- Classification[11] :
  - États-Unis : interdit aux moins de 17 ans (R – Restricted)[N 1]
  - France : interdit aux moins de 12 ans[12],[N 2]
  - Belgique : potentiellement préjudiciable jusqu'à 16 ans (KNT/ENA : Kinderen Niet Toegelaten  / Enfants Non Admis)[9],[13],[N 3]
  - Suisse romande : interdit aux moins de 16 ans[14]
  - Québec : 13 ans et plus (horreur) (13+ / 13 years and over)[1]

## Distribution
- Stephanie Sigman (VF : Pauline Moingeon Vallès ; VQ : Marie-Evelyne Lessard) : Sœur Charlotte
- Talitha Bateman (VF : Alice Orsat ; VQ : Marguerite D'Amour) : Janice / Annabelle Higgins
- Anthony LaPaglia (VF : Michel Dodane ; VQ : Sylvain Hétu) : Samuel Mullins
- Miranda Otto (VF : Rafaèle Moutier ; VQ : Viviane Pacal) : Esther Mullins
- Lulu Wilson (VF : Coralie Thuilier ; VQ : Marine Guérin) : Linda
- Philippa Coulthard (VF : Clara Quilichini) : Nancy
- Grace Fulton (VF : Camille Timmerman) : Carone
- Lou Lou Safran (VF : Antonia Boisson) : Tierney
- Samara Lee (VF : Lya Ghalaimia) : Annabelle "Bee" Mullins
- Taylor Buck (VF : Laurie Sanial) : Kate
- Mark Bramhall (VF : Thierry Walker) : Père Massey
- Adam Bartley (en) : officier Fuller
- Alicia Vela-Beilay : Mrs. Mullins démoniaque
- Brian Howe (VF : Michel Voletti) : Pete Higgins
- Kerry O'Malley (en) (VF : Jessie Lambotte) : Sharon Higgins
- Brad Greenquist (VF : Frédéric Norbert) : Victor Palmeri
- Joseph Bishara : le démon Malthus
- Bonnie Aarons : Nonne démoniaque / le démon Valak (photo des religieuses + scène post-générique)

- Version française
  - Société de doublage : Dubbing Brothers
  - Direction artistique : Marie-Laure Beneston
  - Adaptation : Bruno Chevillard

 Source et légende : version française (VF) sur RS Doublage et selon le carton de doublage ; version québécoise (VQ) sur Doublage.qc.ca.

## Production

### Genèse et développement
En octobre 2015, il a été confirmé qu'une suite d'Annabelle était en développement. Après avoir adapté en 2016 son propre court métrage d'horreur, Lights Out en premier long métrage (Dans le noir en VF), c'est David F. Sandberg qui est choisi par la New Line Cinema pour remplacer John R. Leonetti au poste de réalisateur. Le scénariste du premier film, Gary Dauberman, est de retour pour écrire le scénario du film, avec Peter Safran et James Wan à la production. En mars 2017, le réalisateur a annoncé que le titre original officiel est Annabelle: Creation; quant au nouveau titre français, il s'agit de Annabelle 2 : La création du mal.

### Attribution des rôles
En juin 2016, Stephanie Sigman, Miranda Otto, et Talitha Bateman ont été annoncées au casting,. Plus tard, il est révélé que Lulu Wilson, Philippa Coulthard, Grace Fulton, Lou Lou Safran, Samara Lee, Anthony LaPaglia, et Taylor Buck ont aussi rejoint le casting.

### Tournage
Le tournage a débuté le 27 juin 2016, à Los Angeles en Californie,, et s'est terminé le 15 août 2016.

### Musique
La musique du film a été composée par Benjamin Wallfisch, qui a déjà collaboré avec David F. Sandberg pour Dans le noir (2016).

## Accueil

### Promotion
La première bande-annonce est sortie le 1er avril 2017, il est révélé dans celle-ci que Annabelle 2 : La création du mal n'est pas une suite d'Annabelle, mais d'une préquelle. Cela est confirmé lors d'une interview par le réalisateur du film David F. Sandberg, qui a déclaré que : « C'est un préquel, comme l'indique le titre de la Création. Nous la voyons vraiment être faite, ce qui était vraiment amusant pour moi. » et a ajouté : « Je n'aurais pas été autant intéressé de le faire si c'était une suite directe du premier film. »

### Sortie
Le film est programmé pour le 19 mai 2017 aux États-Unis et pour le 28 juin 2017 en France,. La première bande annonce est révélée le 16 septembre 2016. Il a été annoncé que le film est repoussé au 11 août 2017 aux États-Unis, et repoussé au 9 août 2017 en France, afin d'éviter la concurrence avec Alien: Covenant,.
Le film est sorti en DVD et Blu-ray le 13 décembre 2017.

### Accueil critique
Le film est sorti aux États-Unis le 19 juin 2017 lors du festival du film de Los Angeles et a été acclamé par les critiques, qui ont noté une forte amélioration par rapport à Annabelle. Sur le site agrégateur de critiques Rotten Tomatoes, le film obtient un score de 70 %, avec une moyenne de 6,2/10 sur la base de 114 critiques positives et 49 négatives. Sur Metacritic, il obtient un score de 62/100 sur la base de 29 critiques. Sur IMDb le film obtient une moyenne de 6,6/10.
La presse française est globalement peu convaincue par le film. Même si Culturebox y voit encore « la "patte" du maître » de James Wan, Les Inrockuptibles évoquent des « scories paresseuses et grandiloquentes ».

### Box-office
| Pays ou région        | Box-office        | Date d'arrêt du box-office | Nombre de semaines |
| --------------------- | ----------------- | -------------------------- | ------------------ |
| États-Unis Canada     | 102 092 201 $     | 2 novembre 2017            | 12                 |
| Québec                | 1 304 023 $       | 17 septembre 2017          | 6                  |
| France                | 1 232 440 entrées | 5 novembre 2017            | 13                 |
| Total hors États-Unis | 204 423 683 $     | 19 décembre 2017           | 18                 |
| Total mondial         | 306 515 884 $     | 19 décembre 2017           | 18                 |

Annabelle 2 : La Création du mal a généré 15 012 427 $ de recettes lors de sa première journée d'exploitation en Amérique du Nord,. Le film a fait un démarrage remarquable en Amérique du Nord, en rapportant 35 006 404 $ de recettes lors de son premier weekend, tout en se hissant à la première place du box-office nord-américain lors de ce weekend,,. Lors de son second weekend d'exploitation, le film a généré 15 612 680 $ (-55 % de fréquentation) supplémentaires pour un total de 64 156 901 $ de recettes,. Par rapport à Annabelle (-57 %), la fréquentation de Annabelle 2 : La Création du mal a moins chuté lors de son second weekend. Il s'agit d'ailleurs du deuxième meilleur second weekend de la franchise derrière Conjuring : Les Dossiers Warren (-46 %),. Lors de son troisième weekend, le film génère 7 681 158 $ (-50 %) supplémentaires et cumule 78 211 542 $ de recettes,. C'est un succès commercial, puisque finalement il a rapporté 102 092 201 $ de recettes en Amérique du Nord.
En Corée du Sud, le film a généré 1,2 million de $ de recettes la veille de sa sortie aux États-Unis. Lors de sa première journée sur 39 marchés internationaux, le film a généré 8,1 millions de $ de recettes, comprenant 948 000 $ au Royaume-Uni, 529 000 $ en Pologne, 582 000 $ en Russie et 302 000 $ en Australie. Le film a généré 72 millions de $ de recettes mondiales lors de son premier weekend d'exploitation[réf. souhaitée]. Il a donc mieux démarré que Annabelle, qui avait généré 60 millions de $ de recettes mondiales lors de son premier weekend. Lors de son second weekend, le film totalisera 160 millions de $ de recettes mondiales, permettant donc à la franchise de dépasser le seuil symbolique de 1 milliard de $ de recettes.
En France, le film a réalisé un meilleur démarrage (1er jour) que Annabelle en faisant 102 663 entrées. Il s'agit du 2e meilleur démarrage de la franchise Conjuring en France, derrière Conjuring 2 : Le Cas Enfield et ses 227 014 entrées. Le film d'horreur de David F. Sandberg effectue un bon début de carrière en France, puisqu'il a attiré 481 309 spectateurs lors de sa première semaine d'exploitation et se place à la quatrième place du classement hebdomadaire. Le film est donc peu éloigné de son aîné, qui avait fait 512 895 entrées lors de sa première semaine. La semaine suivante, sa fréquentation chute de 45 %. Cependant, le film réussi à garder sa quatrième place en réalisant 260 840 entrées (-45,81 %) supplémentaires et cumule donc 742 149 entrées. Lors de sa troisième semaine, le film cumule 194 743 entrées (-25,34 %) supplémentaires pour un total de 936 892 entrées mais chute à la 6e place du top 20 hebdomadaire. Lors de sa quatrième semaine d'exploitation, le film cumule 142 756 entrées (-26,70 %) supplémentaires pour un total de 1 079 648 entrées et conserve sa 6e place. En France, le film aura finalement réalisé 1 232 440 entrées.
Au total, il aura rapporté 306 515 884 $ de recettes mondiales.

## Distinctions
Correction syntaxique (Éléments de programmation de modèles)

### Récompenses

#### 2018
- iHorror Awards : meilleur remake / suite d’un film d'horreur pour David F. Sandberg

### Nominations

#### 2017
- Fright Meter Awards :
  - Meilleur costumier pour Leah Butler
  - Meilleurs effets spéciaux
- Golden Trailer Awards : meilleure bande-annonce d'un film d'horreur
- IGN Summer Movie Awards : meilleur film d'horreur

#### 2018
- Academy of Science Fiction, Fantasy & Horror Films - Saturn Awards : meilleur film d'horreur
- Golden Trailer Awards : meilleure affiche d’un thriller
- MTV Movie & TV Awards : performance la plus effrayante pour Talitha Eliana Bateman
- National Film and Television Awards : meilleure révélation pour Talitha Eliana Bateman

## Éditions en vidéo
- En France, le film Annabelle 2 : La Création du mal est sorti en VOD le 8 décembre 2017[8]. Par la suite, le film sort en DVD et Blu-ray + Digital HD le 13 décembre 2017[57],[58].
- Au Québec, le film est sorti en DVD le 24 octobre 2017[1].

## Suites
Sa « véritable » suite d'un point de vue chronologique est le spin-off de Conjuring : Les Dossiers Warren intitulé Annabelle, réalisé par John R. Leonetti et sorti en 2014. Une suite de ces deux films intitulée Annabelle 3 : La Maison du mal réalisée par Gary Dauberman, est sortie en 2019.